# Лейсле, Виктор Филиппович
Викто́р Фили́ппович Ле́йсле (20 января [2 февраля] 1901, Царицын — 22 сентября 1982, Воронеж) — советский ботаник и педагог. Доктор сельскохозяйственных наук (1945), профессор (1947), Заслуженный деятель науки РСФСР (1972), заведующий кафедрой ботаники Воронежского СХИ (1950—1977). Член ВКП(б) с 1948 г.

## Биография
Родом из немецкой семьи, отец был механиком на мельнице. С 1918 г. участвовал в Гражданской войне, сначала — в отряде В. И. Киквидзе, затем — в составе 1-й Конной армии, воевал в Донбассе, под Ростовом, на Северном Кавказе. В 1920 г. был тяжело ранен в бою в районе Львова — снарядом ему оторвало ноги.
В Царицыне, где В. Ф. Лейсле находился на излечении, он познакомился с профессором Воронежского СХИ, известным учёным-ботаником, впоследствии академиком Б. А. Келлером. По совету Б. А. Келлера Лейсле в 1923 году поступил на агрономический факультет Воронежского СХИ. Будучи студентом, он увлекся ботаникой и стал совмещать учёбу с работой на ботанической станции. В 1928 году В. Ф. Лейсле успешно окончил обучение и в 1930 году начал научно-педагогическую деятельность на кафедре ботаники Воронежского СХИ. Одновременно с 1924 г. по 1942 г. работал научным сотрудником на ботанической опытной станции ВСХИ. В этот период страна, находясь в экономической блокаде, испытывала голод в резине для интенсивно развивающейся автомобильной промышленности.
Перед наукой была поставлена ответственная задача — найти естественные каучуконосные растения. В. Ф. Лейсле активно включился в эту работу. Итоги поиска оказались успешными — более 20 научных работ, в том числе «Анатомическая монография кок-сагыза», изданная Академией Наук СССР, защита в 1937 году кандидатской, а в 1945 году — докторской диссертации. В 1947 г. он получил учёное звание профессора. С 1950 г. по 1977 г. был заведующим кафедрой ботаники ВСХИ, заведующим ботанической опытной станцией ВСХИ.
В шестидесятые годы вёл селекционную работу по созданию нового сорта кормового подсолнечника «Белозерный гигант ВСХИ», дававшего более 1000 центнеров с гектара зелёной массы. В 1972 году В. Ф. Лейсле и Е. Ф. Таволжанской на сорт получено авторское свидетельство, он районирован в ряде областей и краев СССР. В. Ф. Лейсле подготовлены два доктора и 10 кандидатов наук, под его руководством сотрудниками кафедры опубликовано более 300 работ.
В. Ф. Лейсле написал учебник по ботанике для сельскохозяйственных вузов, являлся автором более ста научных работ. Награждён орденом Ленина, орденом Красного Знамени, медалью «За доблестный труд в Великой Отечественной войне 1941—1945 гг.», медалью «50 лет Первой Конной армии», бронзовой медалью ВСХВ (1958 г.) и др.

## Основные труды
- Ваточник в ЦЧО // Сов. каучук, 1932 г. — № 11-12.
- Растительное каучуководство : учебник сельскохозяйственных вузов. — М.: Сельхозгиз, 1941 г. — 368 с.
- Опыт выращивания кок-сагыза. — Воронеж : Воронеж. книгоиздат., 1951 г. — 52 с.
- Ботаника : учебник для сельскохозяйственных вузов. — М.: Высшая школа, 1966. — 349 с.
- Подсолнечник Белозерный гигант ВСХИ как покровное и кулисное растение // Научн. записки Воронежск. отделения всесоюзного Бот. общества, 1966 г. (Совм. с Черновой Е. Ф.).
- Отзывчивость растений, выросших из правых и левых плодов сахарной свеклы на ориентацию магнитного поля земли и форму азотного питания [соавтор] // Физиология растений, 1970. — Т.17, вып. 3